# Подорожі в часи античності
Подорожі в часи античності на великі відстані були особливими заходами. Більшість подорожей здійснювалися в інтересах війни, дипломатії, загального державного будівництва чи торгівлі. Соціальні мотиви подорожей часто включали в себе відвідування релігійних місць, фестивалів, таких як Олімпійські ігри, а також причини, пов'язані зі здоров'ям. Більшість подорожей були важкими і дорогими, як через небезпеку насильства, так і через брак доріг гарної якості, а також через мінливість часу подорожі над водою, оскільки стародавні кораблі піддавалися примхам як вітру, так і припливів.
Значна частина стародавньої літератури присвячена подорожам. «Одіссея», наприклад, розповідає про історію Одіссея  та його подорожі додому на Ітаку протягом десятирічного періоду; пізніше «Енеїда» розповідає про втечу Енея з Трої. В інших місцях розповіді про подорожі таких авторів як Геродот і Цезар, є більш обґрунтованими прикладами того, як люди переміщалися по всьому стародавньому світу. І в грецькому, і в римському суспільстві були звичаї навколо подорожей і поводження з гостями.

## Історичний контекст

На штандарті Ура зображені і колісниці, і вози

Перші випадки далеких подорожей у ширшому середземноморському світі відбулися в сучасному Єгипті та Іраку. У Єгипті Ніл служив каналом для торгівлі та транспорту. На Близькому Сході річкові подорожі Тигром і Євфратом доповнювалися далекими пересуваннями по суші у вагонах, запряжених волами. Пізніше розвинулась колісниця. Спочатку зарезервовані для королівських осіб, згодом колісниці стали важливими у війні. На Близькому Сході розвивалися великі, але не особливо складні системи доріг. Пізніше ці системи будуть з'єднані і перероблені персами.
Основною мотивацією для розвитку подорожей та інфраструктури для її підтримки як в Єгипті, так і на Близькому Сході були завоювання та наступне правління, тенденція, яка продовжувалася в Греції та Римі. Однак є докази подорожей до Єгипту, мотивованих туризмом, коли відвідувачі та книжники приходять, щоб подивитися та записати піраміди та інші релігійні пам'ятники.

## Морські та річкові подорожі
Перші морські подорожі відбулися по Нілу та інших річках Близького Сходу. Через відсутність доріг у Стародавній Греції найефективнішим способом перевезення великої кількості товарів, наприклад оливкової олії, було море. Грецькі кораблі були побудовані різних розмірів, причому найбільший вміщував до 500 тонн товарів. Незважаючи на сприятливу погоду, для коротких морських подорожей за межі упаковки та керування кораблем було вкладено відносно небагато зусиль, хоча існувала небезпека піратів і викрадення людей з метою отримання викупу.
Для римлян моря були більш-менш очищені від піратів завдяки римським військовим, хоча страх перед корабельною аварією під час шторму був більшим, і часто згадується в поезії та піснях. Уривок повз корабель був значно приємнішим, ніж перехід по суші, але був недоступний протягом року через зміни припливів та інших погодних умов.

## Сухопутні подорожі
Найдавнішою відомою системою доріг у стародавньому середземноморському світі була Королівська дорога. Найбільш широке втілення системи було уніфіковано й організовано під керівництвом Дарія I, правителя Імперії Ахеменідів у V столітті до нашої ери. Він був побудований на основі з'єднання та модернізації старих систем і використовувався для швидкого зв'язку та транспортування по всій імперії, а також для збору податків. Як правило, інші сучасні дороги не були заасфальтовані та не були в належному стані, що робило подорож по суші як пішки, так і на конях важким і тривалим.

### Греція
Грецькі дороги були погано розвинені через роздробленість грецького суспільства на державному рівні та через надзвичайно велику вартість будівництва доріг у гірській місцевості Греції. Принаймні в Афінах, коли були побудовані дороги, вони фінансувалися за рахунок спеціальних податків на багатих. Деякі дороги було важко пройти навіть пішки, а більшість не можна було пройти за допомогою важких вагонів, побудованих для перевезення вантажів. Помітним винятком були дороги між великими містами та прилеглими святилищами та святими місцями, які були побудовані, щоб витримати будь-яку погоду. Проте жодна частина грецької системи автомобільних доріг не включала спонсовані державою станції або віхи, як це було виявлено пізніше в Римі.
На грецьких дорогах існувала небезпека насильства. З тих самих причин, через які дороги в Греції були погано і рідко побудовані, по суті, не було ніякого нагляду з боку офіційних сил, і як такі мандрівники були схильні до нападу розбійників. Таким чином, наявність великого оточення було корисним для захисту, а перевезення цінностей було ризикованим.

### Рим
Римські дороги були великі, в основному для полегшення перевезення військових. Вони страждали від відсутності технічного обслуговування, принаймні під час Римської республіки через той факт, що більш помітні проекти (нове будівництво в центрі міста, такі як акведуки та ігри на арені) мали перевагу. Дороги були побудовані з невеликими ресурсами, і їх потрібно було будувати, щоб вони функціонували в різних географічних і сезонних умовах. Оскільки римські дороги віддалялися від міст, вони ставали менш складними у своїй формі, іноді були вимощені гравієм або використовувалися маркери, щоб проілюструвати правильний шлях. Ця відсутність уваги до деталей контрастує з однотипними кам'яними магістралями, які зазвичай існували поблизу великих міських центрів, як правило, побудовані солдатами, під наглядом армійських інженерів. Римляни якомога частіше будували свої дороги без вигинів. Небезпека насильства була значно меншою на римських дорогах через сильну центральну армію, яка не відвідувала обмежену мережу грецьких доріг.
Через труднощі та стрес, які були пов'язані з пересуванням по суші, небагато цивільних людей рішалися здійснювати далекі подорожі по дорогах Риму. Натомість збирачі податків, кур'єри, солдати та інші державні службовці були основними користувачами мережі автомобільних доріг.

## Створення мап тапутівники
Вчені досі розходяться щодо того, чи створювали греки та римляни репрезентативних мап, щоб служити довідниками, і, якщо так, про рівень їхньої витонченості. Ті, хто стверджує, що в стародавньому світі не було офіційної практики картографії, посилаються на відсутність доказів і відсутність матеріалів, які б сформували життєздатні мапи. Китайські сучасники римлян дійсно створювали довговічні мапи завдяки доступу до шовку, більш міцного матеріалу, ніж ті, які доступні в середземноморському світі. Папірус, найімовірніше середземноморський кандидат, який можна було б виготовити дешево, був занадто чутливим і не витримав би тривалого використання. Інші матеріали, які могли бути використані (дерево або пергамент) не збереглися; єдині записи, які існують донині, є у формі тексту, чи то як подорожі чи описи мап.
Не маючи доступу до мап, і греки, і римляни покладалися на itineraria — путівники, для здійснення морських подорожей, а римляни також використовували документи для подорожей по суші. Ці документи були списками міст або портів і відстаней між ними. Itineraria іноді включала грубі ілюстрації, ніколи не в масштабі, щоб орієнтувати мандрівників, коли вони рухалися римською чи грецькою територією. Збережені приклади, обидва збережені монастирськими традиціями копіювання, включають Ітинерарій Антоніна (який включав дороги в Британії) та Пейтингерову таблицю (яка могла бути путівником для кур’єрів або прикрасою).

### Грецькі мапи

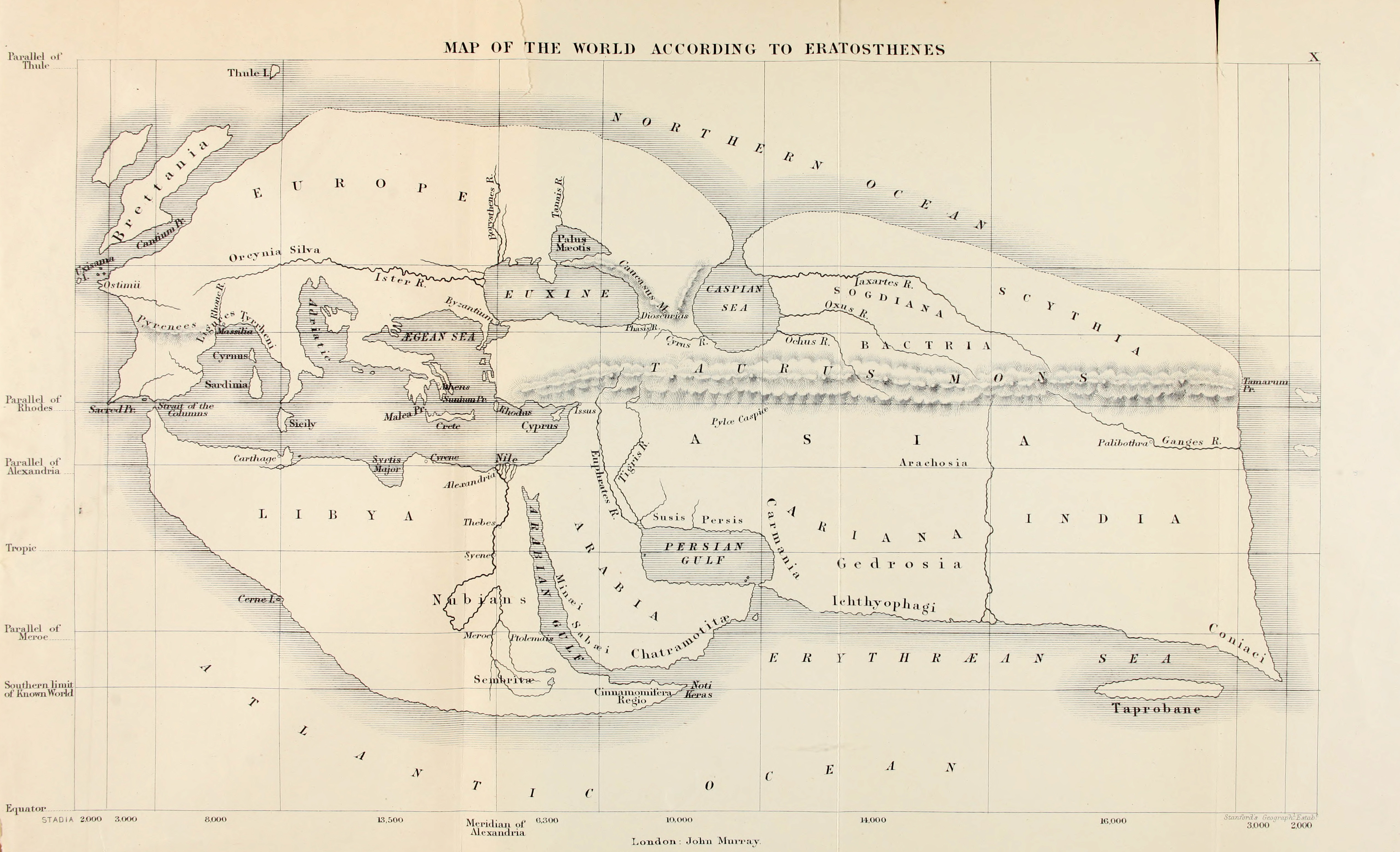
Реконструкція 19-го століття карти «Ойкумени» Ератосфена

Грецькі мапи часто були або локалізовані, призначені для демонстрації форм конкретних міст, або для відображення абстрактних понять, таких як царство Ойкумени, або відомий світ. Немає збереглися грецьких карт, але описи однієї від Анаксімандра та інших вказують на те, що вони розділили «ойкумен» на континенти — Європу, Азію та Лівію — усередині яких були подальші класифікації. Поділ між континентами та націями часто визначався водоймами. Грецькі карти далі розділили світ на зони, придатні для проживання і непридатні для проживання, а деякі карти включали концепцію антиподів, «ойкумен» в іншій придатній для життя зоні Землі, недоступній за допомогою грецьких транспортних технологій. .
Пізніше грецькі вчені визначили, що Земля кругла, хоча існували суперечки щодо точності цього твердження. Під час завоювань Олександром Великим елліністичні знання про світ було розширено, в результаті чого була вдосконалена карта світу Ератосфена. Він також розрахував окружність Землі та опублікував два трактати про географію під назвою «Geographica» і «Про вимірювання Землі». Сучасники Ератосфена допитували справедливість його методів, хоча його обчислення окружності Землі було досить точним.

### Римські мапи
Як і греки, римляни не володіли матеріалами чи технологіями для виготовлення корисних мап. Декілька прикладів того, що могло бути римськими мапами, було введено в археологію, хоча обговорюються як їхня дійсність як мап, так і навіть їх автентичність. Римляни використовували «ітінерарію» у війні, щоб направляти державних поштових працівників і для цивільних подорожей. Ті, які містили ілюстрації для підкреслення тексту, не мали б масштабу і мали б більше подібності до транспортної карти, ніж сучасні карти в масштабі. Хоча вони не використовувалися для подорожей, є свідчення про карти, створені після досліджень римського уряду в процесі, відомому як centuriation, під час якого землю було зроблено для обробітку.

## Подоріжні розповіді

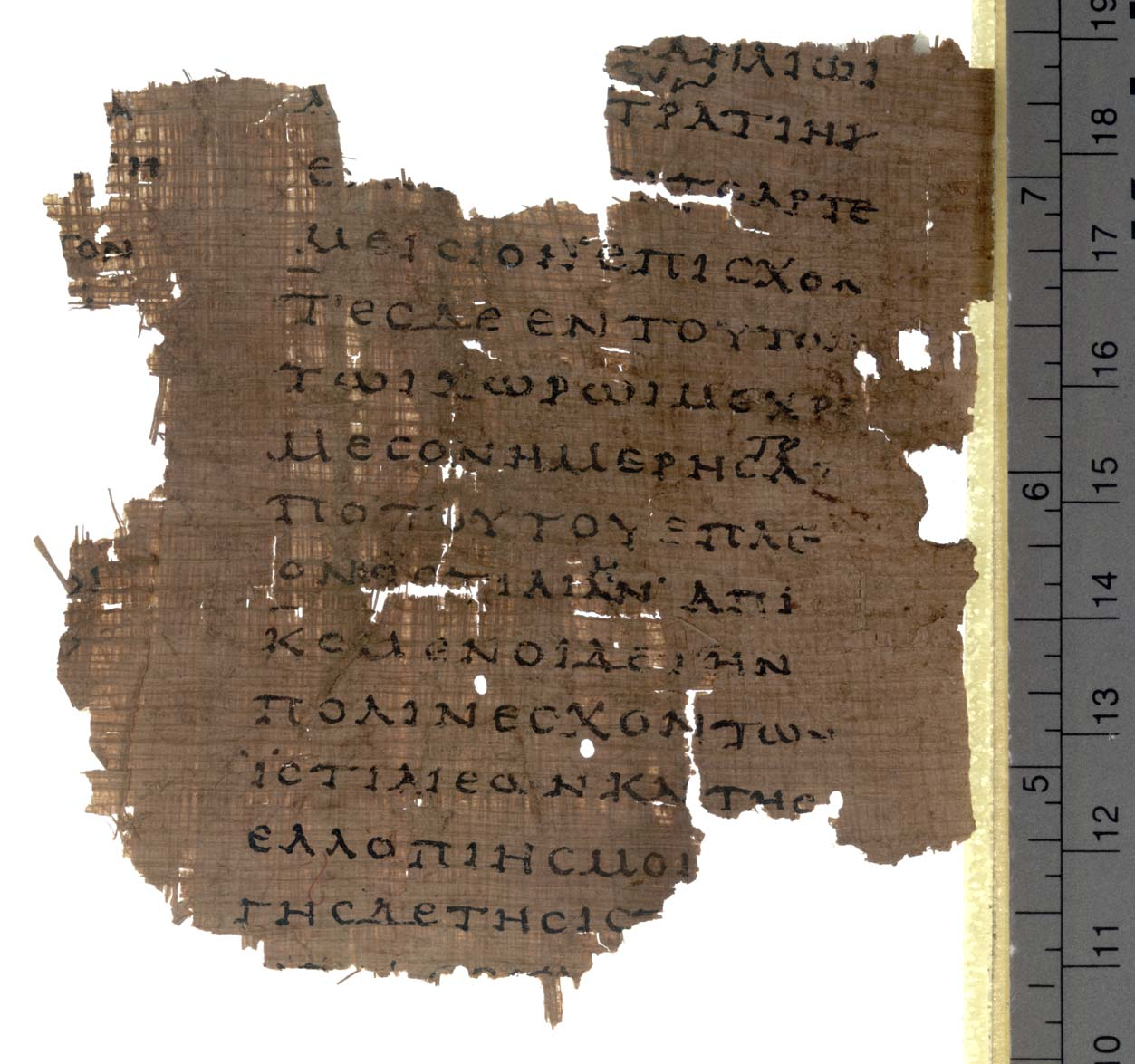
Фрагмент із Історій VIII

Писання грецькою мовою, які можна було б кваліфікувати як оповідання про подорожі, включали «Історії» Геродота. Розділи роботи присвячені географічним та етнографічним описам територій, які зустрічалися під час його подорожей, які сягали від Єгипету до Перської імперії. Страбон також об'єднав свої подорожі у головну роботу Geographica, в якій викладено його уявлення про світ і географію регіонів, таких як сьогоднішня Іспанія та Індія.
Розповіді з Риму, які включають подорожі, включають Записки про Галльську війну Цезаря, в якому описується завоювання Цезарем Галлії. Germania Тацита спирається на інформацію, яку він отримав від тих, хто подорожував до Німеччини, хоча він ніколи цього не зробив.

### Парадоксографія
Парадоксографія — це жанр класичної подорожі, що розповідає про зустрічі з іноземними або надприродними людьми, тваринами та подіями. Були цілі роботи, присвячені таким описам, як-от роботи Палефата, а також анонімного Аполлонія. Частини інших текстів також містять парадоксографію в певних розділах, зокрема Commentarii de Bello Gallico, Історії та певні версії Александрії.

## Гостинність і житло

### Грецька гостинність і житло

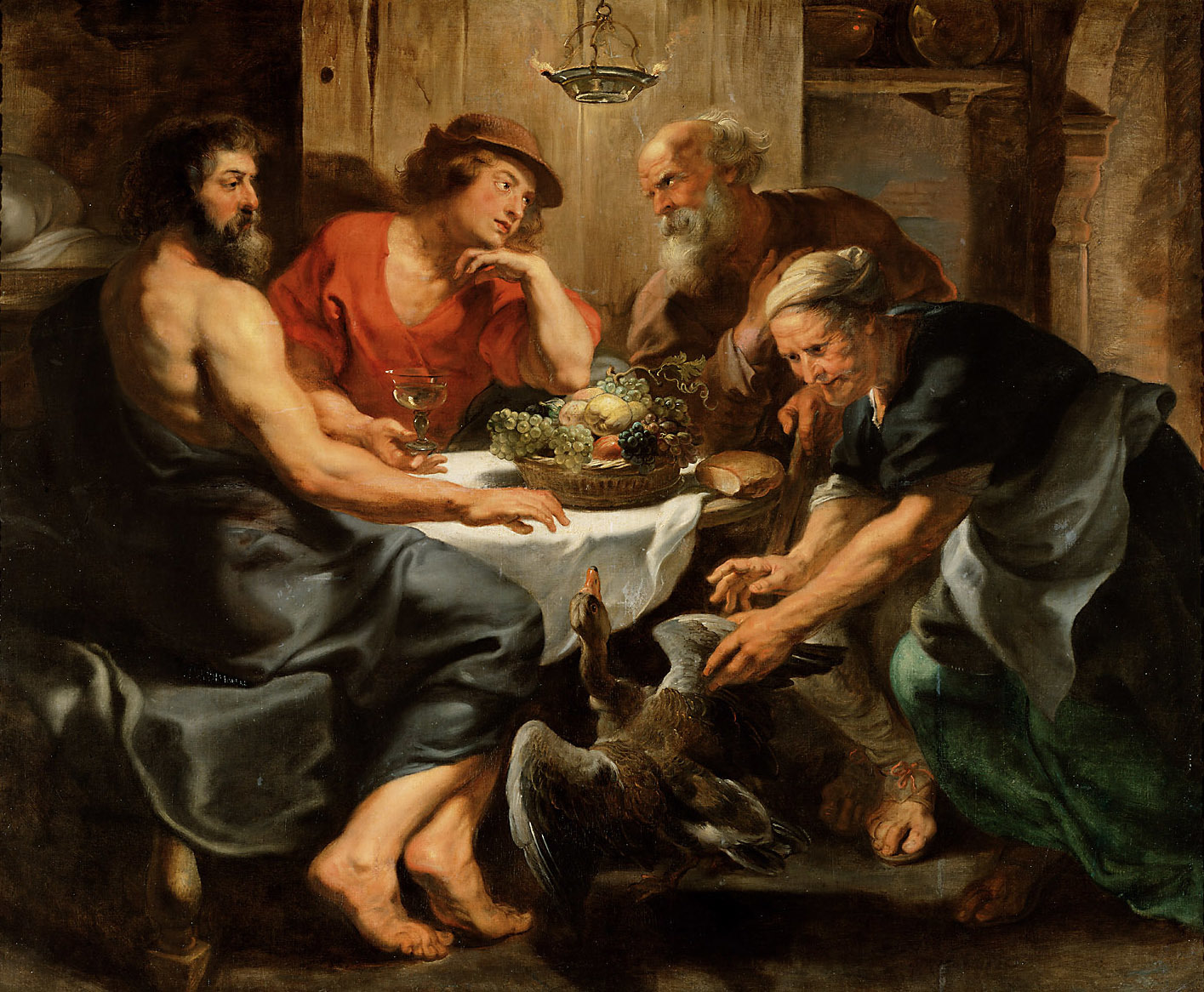
Юпітер і Меркурій в домі Філемона і Бавкіди (1630–33)

Грецька гостинність вимагала справедливого ставлення до гостей і взаємного ставлення до господарів, викладених у концепції ксенії. «Ксенія» вимагала як абстрактної поваги, так і обміну матеріальними благами, такими як подарунки та їжа. Більша частина «Одіссеї» стосується поводження гостей з Одіссеєм та його власних порушень «ксенії». «Ксенія» також зустрічається в інших грецьких міфах, таких як Філемон і Бавкіда, в якому переодягненим Зевсом і Гермесом літня пара дає притулок і їжу після того, як їхні сусіди відмовилися прийняти божеств; згодом пара винагороджується.
У неміфологічному контексті «ксенія» передбачала рівне ставлення до іноземних високопоставлених осіб, торговців та гостей під час відвідування чужих міст-держав через офіс «Проксеноса». Проксенос — це призначений містом чиновник, місцевий або іноземець, який оглядав громадян певного іноземного міста, коли вони відвідували місто, яке він представляв. Тобто, наприклад, корінний громадянин Афін або житель Коринфа був би призначений «проксеносом» для відвідувачів Коринфа в Афінах, і, таким чином, відповідав як за дипломатію між двома містами, так і за інтереси коринфян в Афінах. Догляд за мешканцями іншого міста означало організовувати такі звичайні послуги, як отримання квитків у театр, до більш складних процедур, таких як забезпечення доступу до столиці чи аудієнції з міськими чиновниками. Окрім міст, торгові групи чи інші організації можуть призначити «проксено», щоб забезпечити справедливе ставлення до своїх клієнтів під час візитів.
Посада «проксеноса» була почесною і забезпечувалася лише званням і престижем, пов'язаними з призначенням. Деякі науковці припускають, що, хоча «проксено» було покладено на дипломатію, вони також могли час від часу брати участь у підступах або зборі розвідувальної інформації, щоб дати своєму рідному місту перевагу в конфліктах.
Існує мало доказів формалізованої системи корчмів у грецьких містах, хоча було знайдено деякі, які обслуговували туристів під час фестивалів. Вони були організовані навколо центрального двору і забезпечували стайні, а також ліжка.

### Римська гостинність і житло
Звичаї римська гостинність були менш формалізовані, ніж у грецькій цивілізації, хоча на них покладалися як Ксенія, так і концепція hospitium - гостьового дому. Рим і римські міста мали системи заїжджих дворів у своїх стінах, окремо відомих як «госпіцій» або «деверсоріум». Вони були доступні для всіх і пропонували послуги, починаючи від простого доступу до місця для сну до ресторанів і конюшен. Більш дешеві альтернативи, відомі як «каупона», обслуговували моряків і солдатів, пропонували алкоголь у менш формальних ресторанах, а також проституцію. Загалом, уздовж доріг за межами великих міст були інші заїжджі двори, відомі як «стабулум», які приваблювали мандрівників.

## Мотивація
Стародавні подорожі були мотивовані різними причинами, як торгівля (включаючи поштові комунікації), релігійні паломництва, війни та туризм.

### Торгівля
Торгівля між різними народами була невід'ємною причиною подорожей. Під час Римської імперії торгівля велася з такими розрізненими країнами, як Китай, Індія та Танзанія. Як правило, римські та китайські торговці обмінювалися статуями та іншими обробленими товарами в обмін на китайський шовк. Торгівля в Римі була зосереджена на забезпеченні продовольством його величезного; як така, торгівля зерном та іншими продуктами харчування субсидувалась урядом. Зерно привозили в місто з усіх куточків імперії: Єгипет, Іспанія, Сардинія та Сицилія були джерелами продовольства..
Торгівля була достатньо складною в Римі, що виникла система, подібна до системи «проксено», з офісами, підтриманими різними урядами, які представляли інтереси своїх приватних громадян у містах по всьому Середземномор'ю. Ці офіси, як і проїзні станції вздовж римських доріг, були відомі як «станції».

### Поштові послуги
Протягом історії Риму існувало щонайменше дві поштові служби — cursus publicus і agentes in rebus. Обидві були створені за часів Римської імперії, і обидві пережила свій розпад, принаймні на деякий час. Інколи стверджують, що встановлені маршрути cursus publicus викладені в Пейтингеровії таблиці, що збереглася ілюстрована itineraria з IV століття, хоча це твердження оскаржується. Обидві служби існували для доставки повідомлень (включаючи військові замовлення) і збору податків. Іноді вони також виконували роль шпигунів і кур'єрів для військових, збирали розвідку та доставляли накази. Кур'єри покладалися на «stationes» (фінансовані державою шляхові станції) і «mansiones» (приватні резиденції) для житла та їжі, і мали можливість змусити приватних громадян забезпечувати їх.
«Cursus publicus» відрізнявся від звичайної, сучасної поштової служби тим, що не був універсальним (вони були доступні лише в більш розвинених провінціях) і тим, що доставки здійснювалися на розсуд уряду, а не за регулярним графіком. Використання системи житла та тварин, якими користується служба, вимагало офіційного дозволу губернатора провінції або імператора. Губернатори виконували функції наглядачів за системою, а деякі державні службовці також мали право використовувати її як вид особистого транспорту.

### Релігія і здоров'я

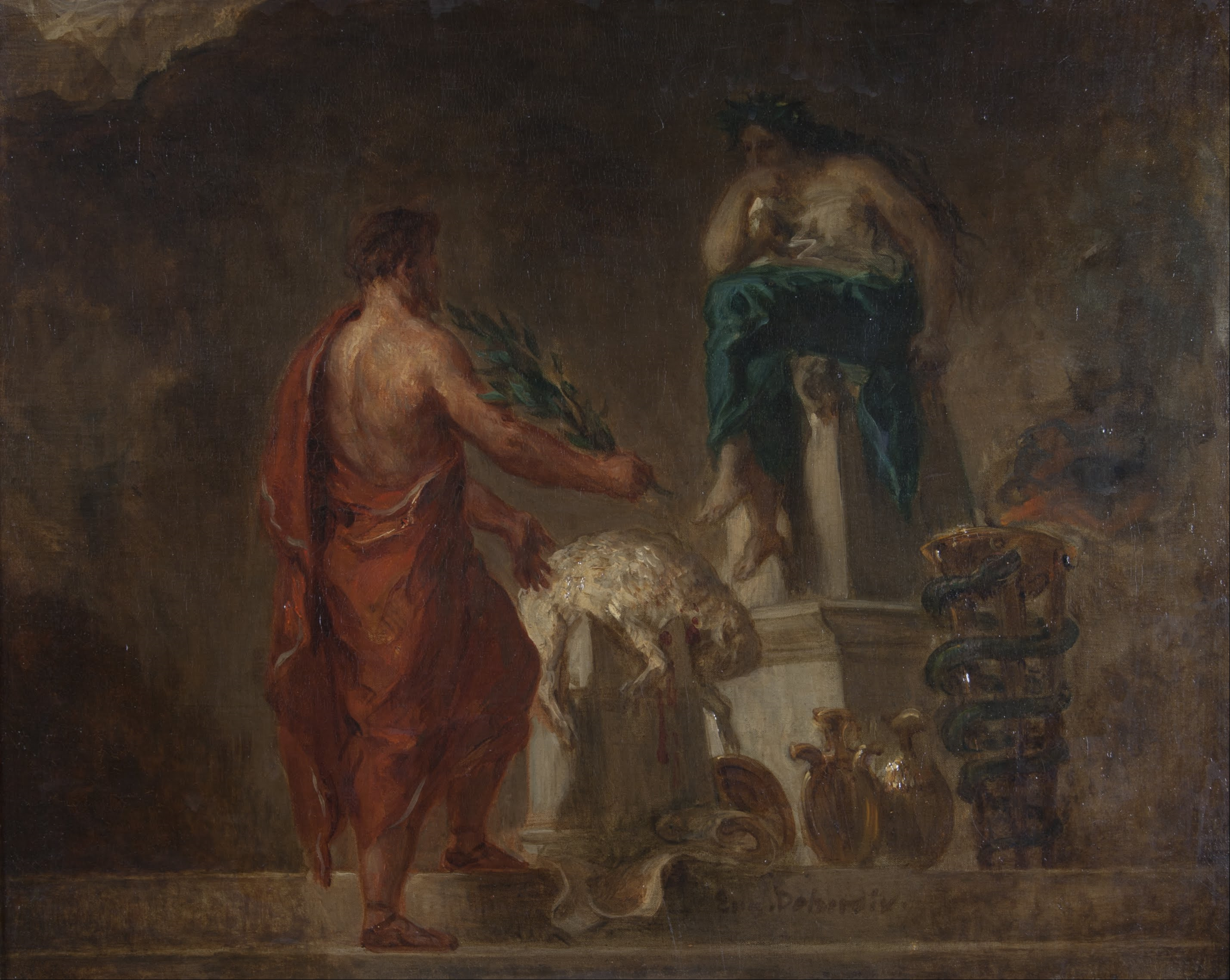
Лікург консультується з Піфією (1835/1845), як уявив його Ежен Делакруа.

Паломництво до одного з головних оракулів було однією з центральних причин релігійних подорожей у стародавньому світі, зокрема в Римі. Ці паломництва зазвичай здійснювалися до оракулів, наприклад до Дельфів, який був відомий як Піфія або просто до Дельфійського оракула, титул, який передавався іншим жінкам. Римляни відвідали ці оракули в надії отримати деяку інформацію про їхнє майбутнє. Як правило, оракули асоціювалися з богом. Піфія, наприклад, була пов'язана з Аполлоном.
Здоров'я також відігравало роль у мотивації подорожей, як у римській, так і в грецькій культурі. Мандрівники відвідували святилища, пов'язані з божествами чи богами та певними фізкультурами, як-от грецьке в Епідаврі, в надії вилікувати хвороби та хвороби. Ці святилища іноді асоціювалися з конкретними лікарями, а також з божествами. Гален, наприклад, славно асоціювався зі святилищем Асклепія. Святилища часто були ізольованими і включали джерела, а також відходи, наприклад, твори мистецтва та стадіони для спортивних змагань. Інші форми подорожей в ім'я здоров'я, такі як існували також подорожі на кораблі.

### Фестивалі
У греко-римській культурі свята відбувалися щорічно або раз на кілька років і проводилися з релігійних мотивів. Як правило, вони проводилися у фіксованих місцях, і люди їздили з міста в місто, щоб їх відвідати. Проте існували також універсальні свята, які відбувалися по всій Греції та Риму, і як універсальні, так і місцеві свята могли відзначатися громадянами, перебуваючи за кордоном. Найпопулярнішими з цих фестивалів були спочатку грецькі ігри: Піфійські ігри, Істмійські ігри, Немейські ігри і, найвідоміші, Олімпійські ігри. Вони стосувалися виконання мистецьких та спортивних подвигів для вшанування окремих божеств і продовжували відзначатися після завоювання Римом Греції.
Фестивалі навмисно служили для мотивації подорожей з метою не лише утвердження спільноти на імперському чи суспільному рівні, а не на місцевому рівні, а й популяризації грецької та римської культури на відміну від іноземних чи «варварських» практик. Тривалість фестивалів рідко перевищувала п'ять днів, тоді як час у дорозі можна було виміряти тижнями або місяцями.
Житло, доступне широкому загалу на фестивалях, варіюється від грубих хатинок або наметів до вишуканих корчм, зарезервованих для грецької та римської еліти. Traders а ті, хто має зв'язки в інших містах, часто залишалися в приватних будинках. Наплив туристів, особливо в Афіни, створив тимчасову економіку, коли продавці, повії та гіди надавали відвідувачам товари та послуги.

### Туризм
У Римі туристи подорожували на пляжні та гірські курорти в різні періоди року. Нерідко навіть римляни середнього класу володіли кількома віллами.

### Війна та поселення
Війна та державне будівництво були двома найпоширенішими причинами подорожей неелітних мешканців римського та грецького суспільства. Вершина подорожей в ім'я війни в елліністичному суспільстві була за Олександра, але його зусиллям завоювати світ передував загальний грецький і особливо афінський колоніальний процес, який привів до заснування міст по всьому Середземномор'ю. Війна Олександра призвела до переміщення елліністичних народів і культури аж на схід, аж до Індії, з поселеннями в Афганістані, Єгипті та інших місцях, і призвела до створення кількох наступних королівств: Імперії Селевкідів та Елліністичного Єгипту.

### Імміграція
Імміграція також була мотивацією для подорожей, особливо до великих міських центрів, включаючи сам Рим. Було мало обмежень (за винятком воєнного часу) щодо можливості окремих осіб і сімей мігрувати та згодом оселитися в містах, і, незважаючи на розшарування, у римському суспільстві все ще був певний рівень висхідної мобільності.
Археологічні дані свідчать про те, що будівництво збільшувалося під час інтенсивної імміграції, а імміграція збільшувалася в періоди завоювання, і що вона була найнижчою після Розграбування Риму ІАларіхом I.

## Див.також
- Аппієва дорога
- Римські дороги
- Список римських доріг